# Ga Si Udom MRT

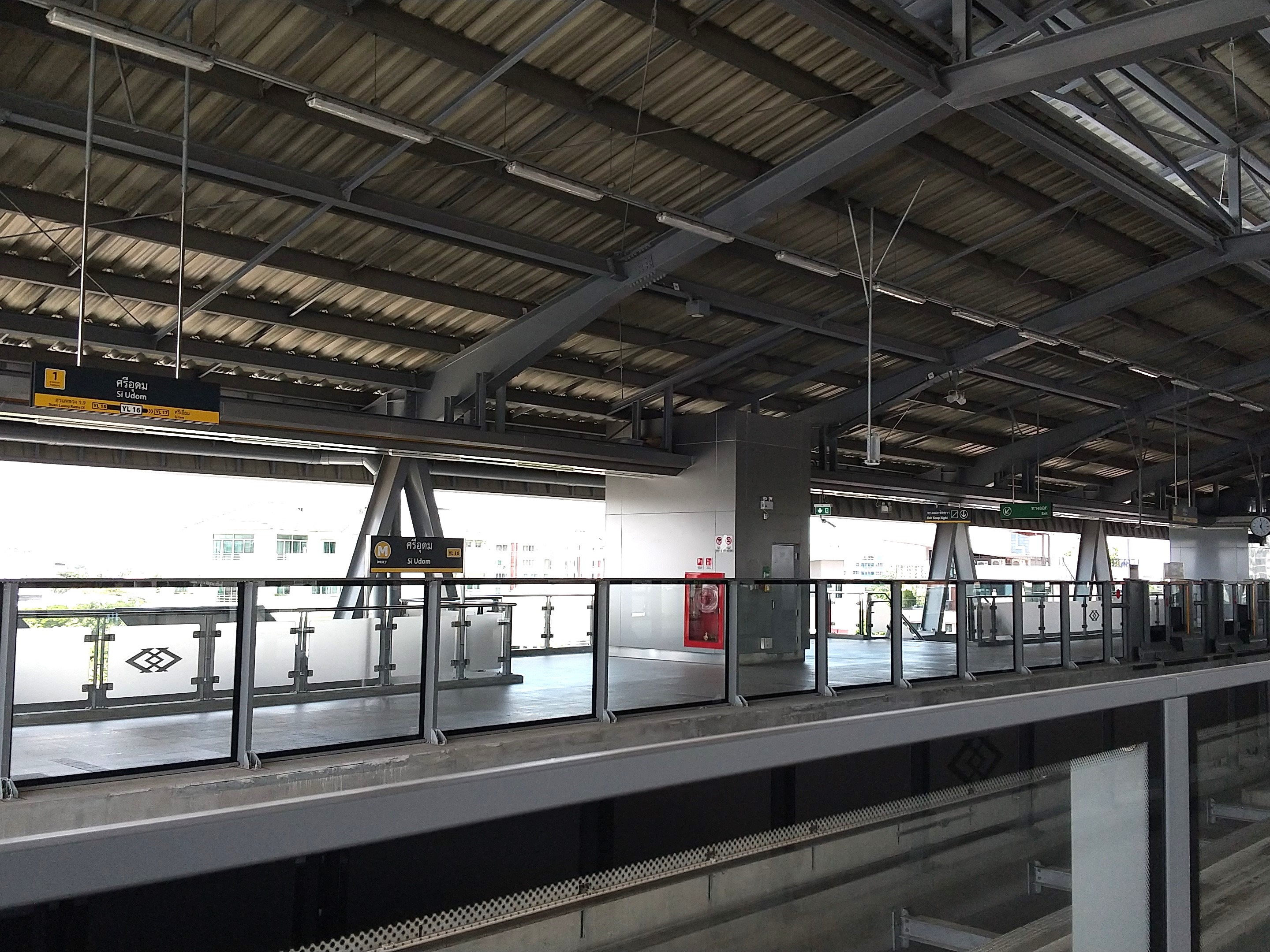
Ke ga

Ga Si Udom (tiếng Thái: สถานีศรีอุดม, phát âm [sā.tʰǎː.nīː sǐː ʔùʔ.dōm]) là một ga Bangkok MRT trên Tuyến Vàng. Nhà ga nằm trên Đường Srinagarindra tại quận Prawet, Băng Cốc và tên nhà ga được ghép bởi đường Srinagarindra và Udom Suk (Sukhumvit 103), nút giao tại nhà ga này. Nhà ga có bốn lối vào. Nó được mở cửa ngày 3 tháng 6 năm 2023 như một phần chạy thử nghiệm giữa ga Samrong và Hua Mak.